# Kabinett Stresemann I
Das Kabinett Stresemann I war die Regierungsmannschaft der Reichsregierung in der Zeit der Weimarer Republik, es amtierte vom 13. August bis zum 4. Oktober 1923. Gustav Stresemann wurde der erste Reichskanzler der nationalliberalen Deutschen Volkspartei.
Am 26. September verhängte Reichspräsident Friedrich Ebert den Ausnahmezustand über das gesamte Reich und übertrug die vollziehende Gewalt an Reichswehrminister Otto Geßler.

## Zusammensetzung
| Kabinett Stresemann I 13. August 1923 bis 4. Oktober 1923 | Kabinett Stresemann I 13. August 1923 bis 4. Oktober 1923 | Kabinett Stresemann I 13. August 1923 bis 4. Oktober 1923 | Kabinett Stresemann I 13. August 1923 bis 4. Oktober 1923 | Kabinett Stresemann I 13. August 1923 bis 4. Oktober 1923 |
| --------------------------------------------------------- | --------------------------------------------------------- | --------------------------------------------------------- | --------------------------------------------------------- | --------------------------------------------------------- |
| Reichskanzler                                             |                                                           | Gustav Stresemann                                         |                                                           | DVP                                                       |
| Vizekanzler                                               |                                                           | Robert Schmidt                                            |                                                           | SPD                                                       |
| Wiederaufbau                                              |                                                           | Robert Schmidt                                            |                                                           | SPD                                                       |
| Auswärtiges Amt                                           |                                                           | Gustav Stresemann                                         |                                                           | DVP                                                       |
| Inneres                                                   |                                                           | Wilhelm Sollmann                                          |                                                           | SPD                                                       |
| Finanzen                                                  |                                                           | Rudolf Hilferding                                         |                                                           | SPD                                                       |
| Wirtschaft                                                |                                                           | Hans von Raumer bis 3. Oktober 1923                       |                                                           | DVP                                                       |
| Arbeit                                                    |                                                           | Heinrich Brauns                                           |                                                           | Zentrum                                                   |
| Reichswehr                                                |                                                           | Otto Geßler                                               |                                                           | DDP                                                       |
| Justiz                                                    |                                                           | Gustav Radbruch                                           |                                                           | SPD                                                       |
| Ernährung und Landwirtschaft                              |                                                           | Hans Luther                                               |                                                           | parteilos                                                 |
| Besetzte Gebiete                                          | Fritz Neumayer (kein Foto)                                | Johannes Fuchs mit der Führung der Geschäfte beauftragt   |                                                           | Zentrum                                                   |
| Post                                                      |                                                           | Anton Höfle ab 29. August 1923                            |                                                           | Zentrum                                                   |
| Verkehr                                                   |                                                           | Rudolf Oeser                                              |                                                           | DDP                                                       |